# Кадовар
Кадовар — вулканічний острів та одноіменний вулкан у Папуа Новій Гвінеї на північний схід від більшого острова Нова Гвінея. Виверження вулкану Кадовар розпочалося у січні 2018 року, і триває станом на 2021 рік. У 1976 році були деякі посилені термальні явища. 

## Географія
Кадовар є частиною островів Схоутен приблизно в 25 км на північ від гирла річки Сепік. Село Гевай знаходиться біля краю кратера вулкану. Вважається, що на острові проживає близько 700 осіб, але це число було пов’язане із зареєстрованими виборцями на острові, і фактичне число може бути набагато вищим . Зокрема цей факт був виявлений під час мешканців після виверження вулкану в січні 2018 року. 

## Історія
Вперше європейці побачили вулканічний острів Кадовар іспанським мореплавцем Іньїго Ортісом де Ретезом 21 липня 1545 року, коли на борту карака Сан-Хуан намагався повернутися з Тідора до Нової Іспанії . 
У 1700 році було повідомлено про дим, можливо, від виверження. У 1976 і 1981 роках були додаткові ознаки можливих неминучих вивержень. У 1976 році жителі острова були евакуйовані на сусідній острів Блап-Блап  .

### Виверження 2018 року
Острів знову евакуювали на човнах і каное відразу після того, як 5 січня 2018 року почалося виверження, яке тривало кілька днів і призвело до того, що принаймні половина острова була покрита лавою. Вулканологічна обсерваторія Рабаула описала «помірну вулканічну активність у жерлі в південно-східній основі вулкану» і що «тріщина може відкриватися прямо всередині західної стінки пролому жерла, опускаючись принаймні до рівня моря».  За даними австралійського бюро Консультативного центру вулканічного попелу в Дарвіні, хмара попелу утворила стовп заввишки 2100 м. 

## Дивіться також
- Список вулканів Папуа Нової Гвінеї